# 藤原経清
藤原 経清（ふじわら の つねきよ）は、平安時代中期の陸奥国亘理郡の豪族。『尊卑分脈』によると藤原秀郷の6代後裔。奥州藤原氏の初代清衡の父。

## 経歴
経清は元来源頼義の弟・源頼清の郎従であり、頼清が陸奥守として長久年間（1040年〜1044年）に赴任した折に陸奥国に下向し、亘理郡を拝領したという。
陸奥権守従七位下に叙せられたのち散位。亘理権大夫（わたりのごんのたいふ）と称したと言われている（大夫は五位の官人の異称）。『尊卑分脈』によれば「亘権守・亘理権大夫」とあるが、「権大夫」という職位がどんな役職であるか、実際にどのような官職であったか判明していない。ただ、子・清衡も権大夫であったこともあり、地位を証明する信頼の置ける史料は現存していないが、在庁官人として陸奥国府多賀城に勤務していたと見られている。
その名が登場する史料は、長年『陸奥話記』のみとされており、藤原姓も私称ではないかとされてきたが、永承2年（1047年）の五位以上の藤原氏交名を記した『造興福寺記』に「経清六奥（六奥は陸奥の意）」と記されている。この史料によると、少なくとも藤原氏の一族の係累に連なる者と中央の藤原氏から認められており、従五位に昇叙し散位であったようである。
長久元年（1040年）より数ヵ年国府の推挙により、修理大夫として在京し、陸奥守・藤原登任の下向に同行したとの説がある。俘囚長で奥六郡の支配者である安倍頼良（頼時）の娘（史料では「有加一乃末陪」と記載されている）を妻に迎え、曰理（わたり、現宮城県亘理郡）の鹿島神社（現亘理町逢隈字鹿島）付近に居を構え、荘園経営を行うと同時に交通の要衝を支配し関所に金銀山米銭寺という寺社を建立し、そこを通過するものから交通税を課し財力を蓄えていたとされ、さらに平国妙の外戚と言う記述が『奥州御舘系図』に見えることから2～3代以前から奥州に土着していたとするのが自然であるとする考えもある。
安倍氏が朝廷への貢租を怠る状態になったため、永承6年（1051年）に、陸奥守・藤原登任は安倍氏征討の兵を出したが鬼切部の戦いで敗れた（前九年の役の始まり）。この戦いで経清は安倍氏側に属していたが、翌永承7年（1052年）に、更迭された登任の後任として源頼義が陸奥守に任じられ、大赦によって許された頼時が朝廷に帰服すると、経清もまた頼義に従った。
天喜4年（1056年）、阿久利川事件をきっかけに安倍氏が蜂起し再び合戦に至ると、経清は陸奥守頼義に従って参戦するが、経清と同じく頼時の娘を妻に迎えていた平永衡が謀反の疑い（甲冑をことさら派手にして舅の頼時に自軍の位置を知らせたとの讒言による嫌疑）で殺された。我が身にも同様の危機が迫っていると判断した経清は安倍氏の多賀城奇襲の噂を流し、頼義が急遽多賀城に引き上げた機に兵800を率い再び安倍氏に属する。翌天喜5年（1057年）の黄海の戦いで安倍氏が大勝した後、戦況は膠着し、康平2年（1059年）ごろには衣川以南の住民も国府の命令（赤符）に服さず経清の徴税の札（白符）に従うほど、安倍氏はその勢力を誇示した。
康平5年（1062年）、頼義は膠着した戦況を打開するため、安倍氏と同じ俘囚の長であった出羽国仙北三郡の清原氏に多くの財宝を送って援兵を求めた。清原氏の協力で頼義は安倍氏を滅ぼし、前九年の役は終結した。頼義の苦戦の一因として徴税の札（白符）に象徴されるような経清の経済力によるところや計略があったとする説もあり、経清に対する頼義の恨みは殊のほか深く、経清は捕縛された後、頼義の面前に引出され、苦痛を長引かせるため錆び刀で鋸挽きによって斬首された。

## 系譜
藤原秀郷-千晴-千清-正頼-頼遠-経清-清衡-基衡-秀衡-泰衡
- 父：藤原頼遠 - 下総国住人
- 母：平国妙の姉妹
- 妻：有加一乃末陪 - 安倍頼時の娘
  - 男子：藤原清衡 - 奥州藤原氏の初代
- 生母不明の子女
  - 男子：刈田経元
  - 男子：藤原経光